# Kazuki Ōmori
Pour les articles homonymes, voir Ōmori.
Kazuki Ōmori (大森 一樹, Ōmori Kazuki), né le 3 mars 1952 à Osaka (préfecture d'Osaka) et mort le 12 novembre 2022 à Nishinomiya (préfecture de Hyōgo), est un réalisateur et scénariste japonais.

## Biographie
Né à Osaka, Kazuki Ōmori a étudié à l'université préfectorale de médecine de Kyoto et a le droit d'exercer la médecine. Pendant ses études, il a commencé de façon indépendante à faire des films. Kuraku naru made matenai ! (1975), dans lequel apparaît Seijun Suzuki et tourné en 16 mm, lui a valu un concert d'éloges. En 1977 son scénario Orenji rōdo kyūkō a remporté le 3e prix Kido des scénarios, et l'année suivante, il a pu faire ses débuts professionnels en le tournant. Plusieurs de ses films, comme Hipokuratesu-tachi de 1980, mettent en scène des médecins ou s'appuient sur ses connaissances médicales. Son travail comprend une grande variété de genres, y compris des films à suspense, des comédies musicales, et ce qui est le plus connu à l'étranger, plusieurs contributions à la série Heisei Godzilla.
Il a également participé à la création de la Director's Company en 1982, une société de production indépendante fondée par neuf réalisateurs, dont Kiyoshi Kurosawa, Sōgo Ishii, Shinji Sōmai et Kazuhiko Hasegawa. En 2000, il est devenu professeur à l'université d'électrocommunication d'Osaka, et en 2005, professeur à l'Université des arts d'Osaka. Il a également été invité spécial au G-Fest XIII de 2006.

## Filmographie partielle

### Réalisateur
La mention « +scénariste » indique que Kazuki Ōmori est aussi auteur du scénario.

#### Au cinéma
- 1975 : Kuraku naru-made matenai! (暗くなるまで待てない！?) +scénariste
- 1978 : Orange Road Express (オレンジロード急行, Orenji rōdo kyūkō?)[2] +scénariste
- 1981 : Kaze no uta o kike (風の歌を聴け?)
- 1980 : Hippocrates (ヒポクラテスたち, Hipokuratesu-tachi?)[3] +scénariste
- 1981 : Kaze no uta o kike (風の歌を聴け?) +scénariste
- 1984 : Sukanpin wōku (すかんぴんウォーク?)
- 1986 : Koisuru onnatachi (恋する女たち?) +scénariste
- 1987 : Totto Channel (トットチャンネル, Totto channeru?) +scénariste
- 1987 : Sayonara no onnatachi (「さよなら」の女たち?) +scénariste
- 1989 : Hana no furu gogo (花の降る午後?) +scénariste
- 1989 : Godzilla vs Biollante (ゴジラvsビオランテ, Gojira tai Biorante?) +scénariste
- 1991 : Mangetsu: Mr. Moonlight (満月 ＭＲ．ＭＯＯＮＬＩＧＨＴ?) +scénariste
- 1991 : Godzilla vs King Ghidorah (ゴジラvsキングギドラ, Gojira tai Kingu Gidorā?) +scénariste
- 1992 : Keisho sakazuki (継承盃?)
- 1994 : Shoot (シュート, Shūto?)
- 1995 : Dai shitsuren (大失恋。?)
- 1995 : Emergency Call (緊急呼出し, Kinkyū yobidashi?) +scénariste
- 1996 : Waga kokoro no ginga tetsudō: Miyazawa Kenji monogatari (わが心の銀河鉄道 宮沢賢治物語?)
- 1997 : Dream Stadium (ドリーム・スタジアム, Doriimu sutajiamu?)
- 1998 : June Bride (ジューンブライド, Jūn buraido?) +scénariste
- 2000 : Porté par le vent (風を見た少年, Kaze o mita shōnen?) +scénariste
- 2000 : Hakata Movie: Chinchiromai (博多ムービー ちんちろまい, Hakata mūbii: Chinchiromai?) +scénariste
- 2001 : Hashire！ Ichirō (走れ！イチロー?) +scénariste
- 2003 : T.R.Y.
- 2006 : Kanashiki tenshi (悲しき天使?) +scénariste
- 2010 : Sekai no dokonidemo aru basho (世界のどこにでもある、場所?) +scénariste
- 2011 : Tsugaru hyaku nen shokudō (津軽百年食堂?)
- 2015 : Betonamu no kaze ni fukarete (ベトナムの風に吹かれて?)

#### À la télévision
- 2001 : Saiaku (TV)

### Scénariste
- 1986 : Take It Easy de Jesper Høm
- 1988 : Yojo no jidai (妖女の時代?) de Shun'ichi Nagasaki
- 1992 : Godzilla vs Mothra (ゴジラvsモスラ, Gojira tai Mosura?) de Takao Okawara
- 1995 : Godzilla vs Destroyah (ゴジラVSデストロイア, Gojira tai Desutoroia?) de Takao Okawara

## Distinctions

### Récompenses
- 2023 : prix spécial du président aux Japan Academy Prize[4]

### Nominations
- 1988 : prix du meilleur réalisateur et du meilleur scénariste aux Japan Academy Prize pour Koisuru onnatachi et Totto Channel[5]
- 1997 : prix du meilleur film et du meilleur réalisateur aux Japan Academy Prize pour Waga kokoro no ginga tetsudō: Miyazawa Kenji monogatari[6]